# 101st New York Infantry
Le 101st New York Volunteer Infantry (aussi connue comme la « brigade de l'Union » et le « deuxième régiment du comté d'Onondaga ») est un régiment d'infanterie dans l'armée de l'Union pendant la guerre de Sécession.

## Service
Le 101st New York Infantry est organisé à Buffalo, dans l'État de New York, et entre en service pour une durée de trois années, en janvier 1862, sous le commandement du colonel Enrico Fardella.
Le régiment est affecté au commandement de Wadsworth, dans le district militaire de Washington, jusqu'en mai 1862. Il est dans la brigade de Whipple aux défenses de Washington jusqu'en juin 1862. Il est ensuite dans la deuxième brigade de la troisième division, du IIIe corps de l'armée du Potomac, jusqu'en août 1862 et enfin dans le deuxième brigade de la première division du IIIe  corps, jusqu'en décembre 1862.
Le 101st New York Infantry cesse d'exister le 24 décembre 1862, date à laquelle il est consolidé avec le 37th New York Infantry.

## Service détaillé
Le 101st New York Infantry quitte New York pour Washington D.C., le 9 mars 1862. Il est en service dans les défenses de Washington, D.C., jusqu'en juin 1862. Puis, il reçoit l'ordre de rejoindre l'armée du Potomac dans la Péninsule de Virginie en juin 1862. Il participe à la bataille de sept jours du 25 juin au 1er juillet. Il participe ainsi aux batailles d'Oak Grove le 25 juin, de Jordan's Ford le 27 juin, de White Oak Swamp, de Glendale le 30 juin, et de Malvern Hill le 1er juillet. Il est à Harrison's Landing jusqu'au 16 août. Il part ensuite à fort Monroe, puis à Centreville, du 16 au 26 août. Il participe à la campagne de Virginie septentrionale de Pope du 26 août au 2 septembre. Il participe à la bataille de Groveton le 29 août et à la seconde bataille de Bull Run le 30 août. Il participe à la bataille de Chantilly, le 1er septembre et ensuite sécurise les gués de la Monocacy jusqu'au 11 octobre. Il remonte le Potomac et va vers Falmouth, en Virginie du 11 octobre au 19 novembre. Il participe à la bataille de Fredericksburg, en Virginie du 12 au 15 décembre.

## Pertes
Le régiment perd un total de 74 hommes pendant le service ; un officier et 24 soldats tués ou blessés mortellement, un officier et 48 soldats sont morts de la maladie.

## Commandants
- Colonel Enrico Fardella
- Colonel George F. Chester